# Tyrolerfjord
De Tyrolerfjord is een fjord in het Nationaal park Noordoost-Groenland in het oosten van Groenland.

## Geografie
De fjord bestaat uit drie takken. De noordwestelijke tak is noordwest-zuidoost georiënteerd met een lengte van meer dan 25 kilometer. In het noordwestelijke verlengde van de noordwestelijke tak ligt de Pasterzegletsjer. De zuidelijke tak is zuidwest-noordoost georiënteerd met een lengte van ongeveer acht kilometer. Aan het einde van deze tak ligt er een smalle watergang die de fjord verbindt met de Copelandfjord die in het verlengde ligt. De oostelijke tak is west-oost georiënteerd over een lengte van ongeveer 30 kilometer en vervolgt dan als Young Sund.
Ten noorden van de fjord ligt het A.P. Olsenland, ten zuidoosten het eiland Clavering Ø en ten zuidwesten het Payerland.